# Santiano
Cet article concerne la chanson d'Hugues Aufray. Pour le groupe de musique allemand, voir Santiano (groupe).
Cet article possède un paronyme, voir Santiago.
Santiano est une chanson d'Hugues Aufray sortie en 1961. Elle est l'adaptation française, par le parolier Jacques Plante, du chant de marins Santianna (en) d'origine irlandaise.
La version originale est un chant de cabestan, marche lente et énergique. A contrario, Hugues Aufray interprète Santiano sur un rythme plus rapide et plus enjoué.

## Chant de marins original
Dans le chant original irlandais (diverses graphies telles que Santianna (en), Santy Ano), il est fait allusion au président mexicain Antonio López de Santa Anna (Santianna), dont les premières strophes sont :
O Santianna fought for fame

Away Santianna !

And Santianna gained a name

All in the plains of Mexico
Pour Stan Hugill, The last working shantyman, le dernier chanteur de marine de la marine britannique, l'origine  de ce chant fait plutôt référence à sainte Anne, patronne de la Bretagne et des marins bretons.
La version en langue anglaise de 1869 porte le no 207 au Roud Folk Song Index. Elle était chantée par des marins anglais dont la sympathie allait aux Mexicains lors de la guerre américano-mexicaine.
Une variante américaine est enregistrée par Odetta en 1956 sous le nom Santy Anno. 
Le groupe américain The Kingston Trio inclut en 1958 dans son premier LP une version entraînante intitulée Santy Anno.
La version américaine écrite par David Louis Fisher dit Dave Fisher du groupe américain The Highwaymen (en), sortie en 1960, connait moins de succès.

## Adaptation française
Les paroles françaises sont de Jacques Plante. Hugues Aufray enregistre sa chanson le 17 novembre 1961 ; elle sort chez Barclay en super 45 tours le 2 décembre et se retrouve immédiatement en tête de tous les hit-parades. Au delà de ce succès initial, la chanson apparaît dans la plupart des recueils de chants de camp et de veillée, et devient un chant presque traditionnel, un standard, de ce type de circonstances,. Aufray interprète cette première version française sur un rythme plus rapide et plus joyeux que la marche lente et énergique de la version anglaise originelle.

### Reprises, postérité et parodies

#### Reprises
En 1964, Le groupe vocal Les 421 d'Hénin-Liétard (devenu Hénin-Beaumont) reprend Santiano qui a connu un succès régional.
En 2005, Star Academy 5 a repris la chanson qui se classe en tête du Top 50.
En 2006, Laurent Voulzy a enregistré le morceau sur son album de reprises, La Septième Vague.
En 2011, les Marins d'Iroise ont repris à leur tour Santiano.
En 2012, le groupe allemand Santiano la reprend avec ses propres paroles.
En 2015, les musiciens du groupe de musique celtique, Celtic Fantasy reprennent Santiano sur leur album du même nom.
En 2019, le groupe Kids United reprend le morceau sur son cinquième album L'Hymne de la vie (le deuxième de sa « Nouvelle Génération »), sorti le 1er novembre 2019 sur le label Play On.

#### Postérité
En 1983, le chanteur Renaud fait référence à Santiano dans sa chanson Dès que le vent soufflera sur l'album Morgane de toi. Au cinquième couplet, le chanteur parle de son bateau en réutilisant les mots chantés par Hugues Aufray :
Il est fier mon navire,

Il est beau mon bateau.

C'est un fameux trois-mâts,

Fin comme un oiseau

Hissez haut !

##### Parodies
Les Indignés de Paris en ont également fait une reprise Hissez-haut, Indignado !.
Dans les années 70, le GUD en fit une parodie, Santiago, à la gloire du coup d'État militaire au Chili en 1973[réf. nécessaire].